# Унчук (Хунедоара)
Унчук (рум. Unciuc) јесте насеље у општини Рау де Мори округа Хунедоара, у Румунији. Oпштина се налази на надморској висини од 402 m.

## Становништво
Према подацима из 2002. године у насељу је живело 218 становника, од којих су сви румунске националности.